# Изерния (провинция)
Изерния (итал. Provincia di Isernia) — провинция в Италии, в регионе Молизе.

## Открытия
Древнейшим из человеческих останков, обнаруженных в Италии, является молочный зуб из пещеры Изерния ля Пинета возрастом ок. 600 тыс. лет.

## Города
- Аньоне